# Abderrazak Ben Khelifa
Abderrazak Ben Khelifa (arabe : عبد الرزاق بن خليفة), né le 28 juin 1966 à Sfax, est un haut fonctionnaire, magistrat, universitaire et homme politique tunisien. Il est secrétaire d'État auprès du ministre de l'Intérieur, chargé des Collectivités locales et de l'Administration régionale de janvier 2014 à février 2015.

## Biographie

### Formation
Abderrazak Ben Khelifa étudie à la CNUCED, où il obtient un diplôme en droit de la concurrence puis à l'Institut international d'administration publique (France), où il décroche un certificat de spécialité sur l'endettement des pays du tiers monde. En 1992, il obtient un certificat d'aptitude à la profession d'avocat et devient titulaire en 1993 d'un master de droit public.

### Carrière professionnelle
Entre avril 1992 et juin 1997, il est secrétaire au ministère des Affaires étrangères (direction des Amériques). De juin 1997 à juin 2011, il est juge administratif, puis de juin 2011 à août 2012, deuxième vice-président du Conseil du marché financier. Entre août 2012 et août 2013, il est gouverneur de Bizerte avant de devenir, à cette date, gouverneur de Tunis.
Il a enseigné le droit des marchés publics à l'École polytechnique de Tunisie, le droit administratif à l'École nationale d'administration et le droit administratif des biens à la faculté des sciences juridiques de l'université de Tunis. Entre 2000 et 2005 puis entre 2011 et 2012, il est membre du conseil national de l'Association des magistrats tunisiens ; il est également le vice-président de Juristes sans frontières.
Après sa carrière ministérielle, il redevient avocat à Tunis.

### Carrière politique
En janvier 2014, il est nommé secrétaire d'État aux Collectivités locales et à l'Administration régionale, auprès du ministre de l'Intérieur Lotfi Ben Jeddou, en tant qu'indépendant, au sein du gouvernement de Mehdi Jomaa.

## Vie privée
Abderrazak Ben Khelifa est marié et père de trois enfants.

## Distinction
En 2002, le gouverneur de l'Arkansas, Mike Huckabee, le nomme ambassadeur de bonne volonté de l'État.

## Ouvrage
- Procédures du contentieux administratif, Tunis, CLE, 2005.